# لامين فال
لامين فال (بالفرنسية: Lamine Fall)‏ (10 يوليو 1992 بداكار في السنغال - ) هو لاعب كرة قدم سنغالي في مركز الوسط. لعب مع زبرويوفكا برنو وFC Žďas Žďár nad Sázavou ‏ وHFK Třebíč ‏ وFK Baník Most 1909 ‏.

## وصلات خارجية
- لامين فال على موقع قاعدة بيانات كرة القدم.إي يو (الإنجليزية)
- لامين فال على موقع قاعدة بيانات كرة القدم.إي يو (الإنجليزية)
- لامين فال على موقع Soccerway.com (الإنجليزية)